# Architecture almohade en Espagne

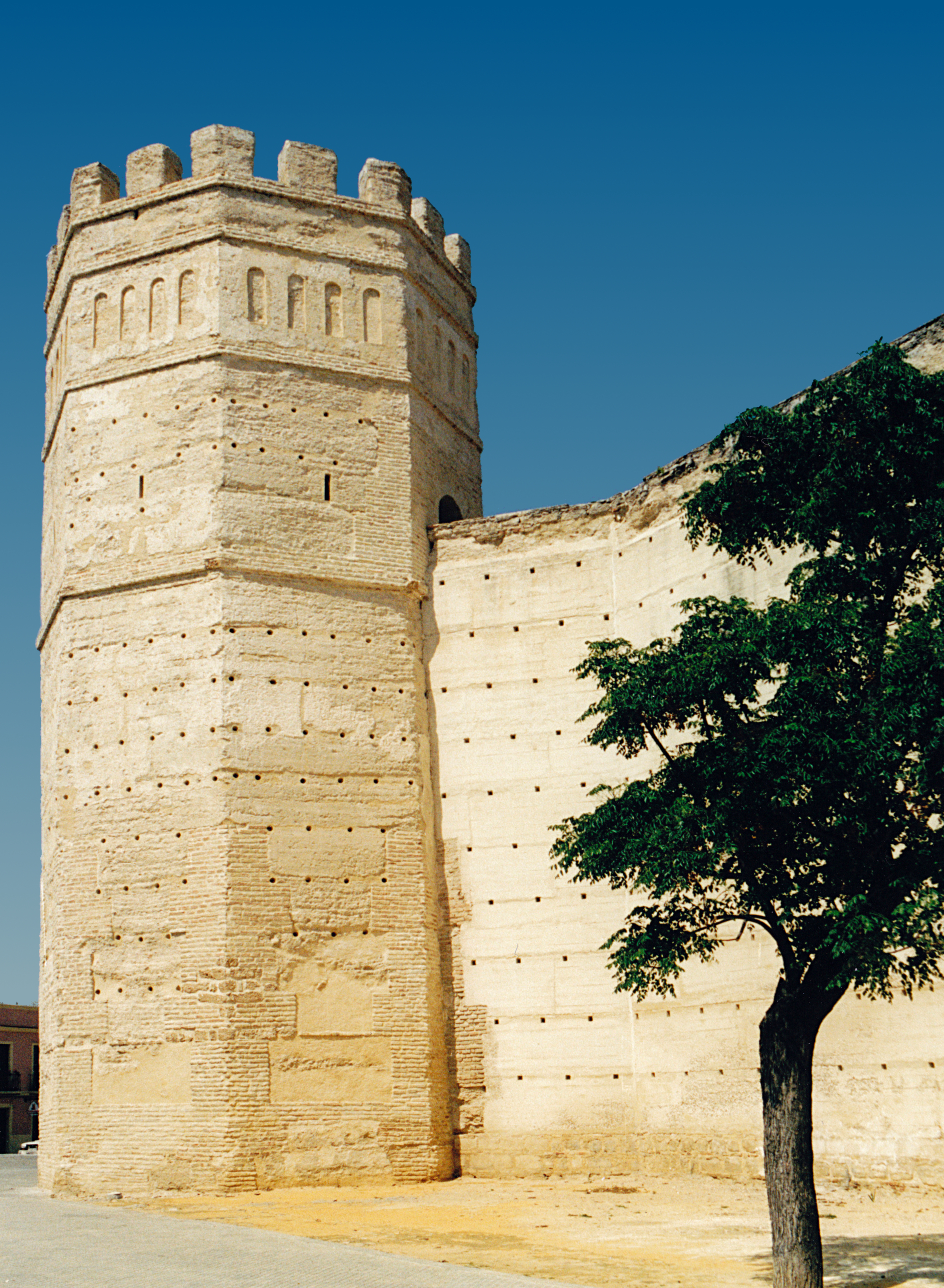
Tour de l'Alcazar de Jerez de la Frontera.

L'architecture almohade en Espagne est l'architecture qui s'est développée en al-Andalus sous la dynastie des Berbères Almohades entre 1147 et 1269.

## Historique
Les Almohades constituent une dynastie musulmane berbère issue d'un mouvement religieux ascétique qui supplanta la dynastie berbère des Almoravides au Maghreb et dans la péninsule ibérique (al-Andalus). 

## Caractéristiques architecturales

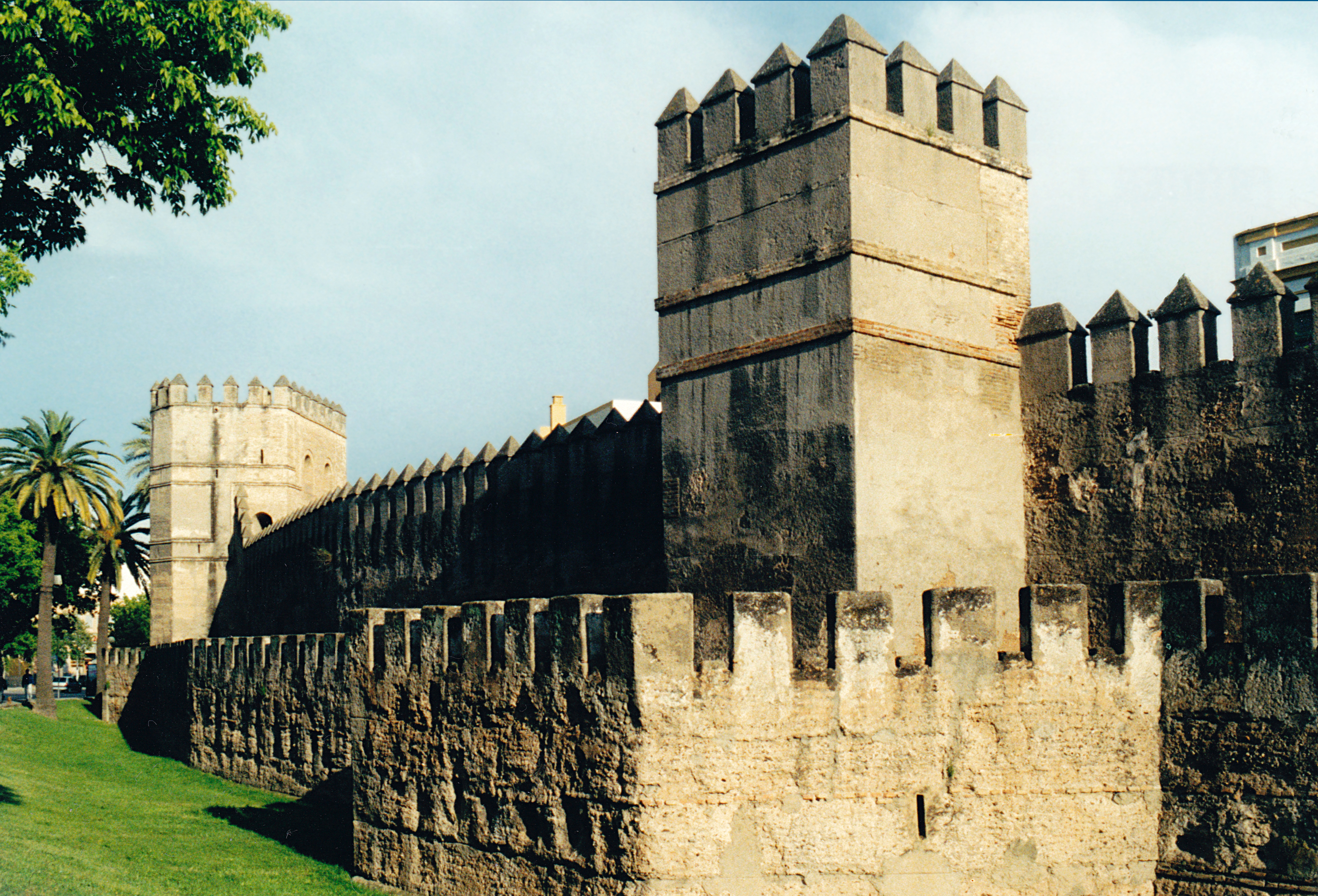
Remparts almohades de Séville.

L'architecture almohade est une architecture sobre et austère, comportant (du moins en al-Andalus) une majorité d'édifices de type militaire présentant d'imposantes murailles surmontées de merlons pointus caractéristiques, typiques des fortifications almohades (ainsi que des fortifications mudéjares qui s'en inspirèrent).
Les édifices almohades sont construits :
- soit en brique : mosquée Santa Catalina de Séville, remparts de Séville, Giralda de Séville, Alcazar de Jerez de la Frontera, mosquée de Bollulos de la Mitación

- soit en pierre de taille : Torre del Oro à Séville, tour de la Calahorra à Cordoue, arc du Portillo à Cordoue, Torre de Espantaperros à Badajoz

## Caractéristiques ornementales

### Emprunts

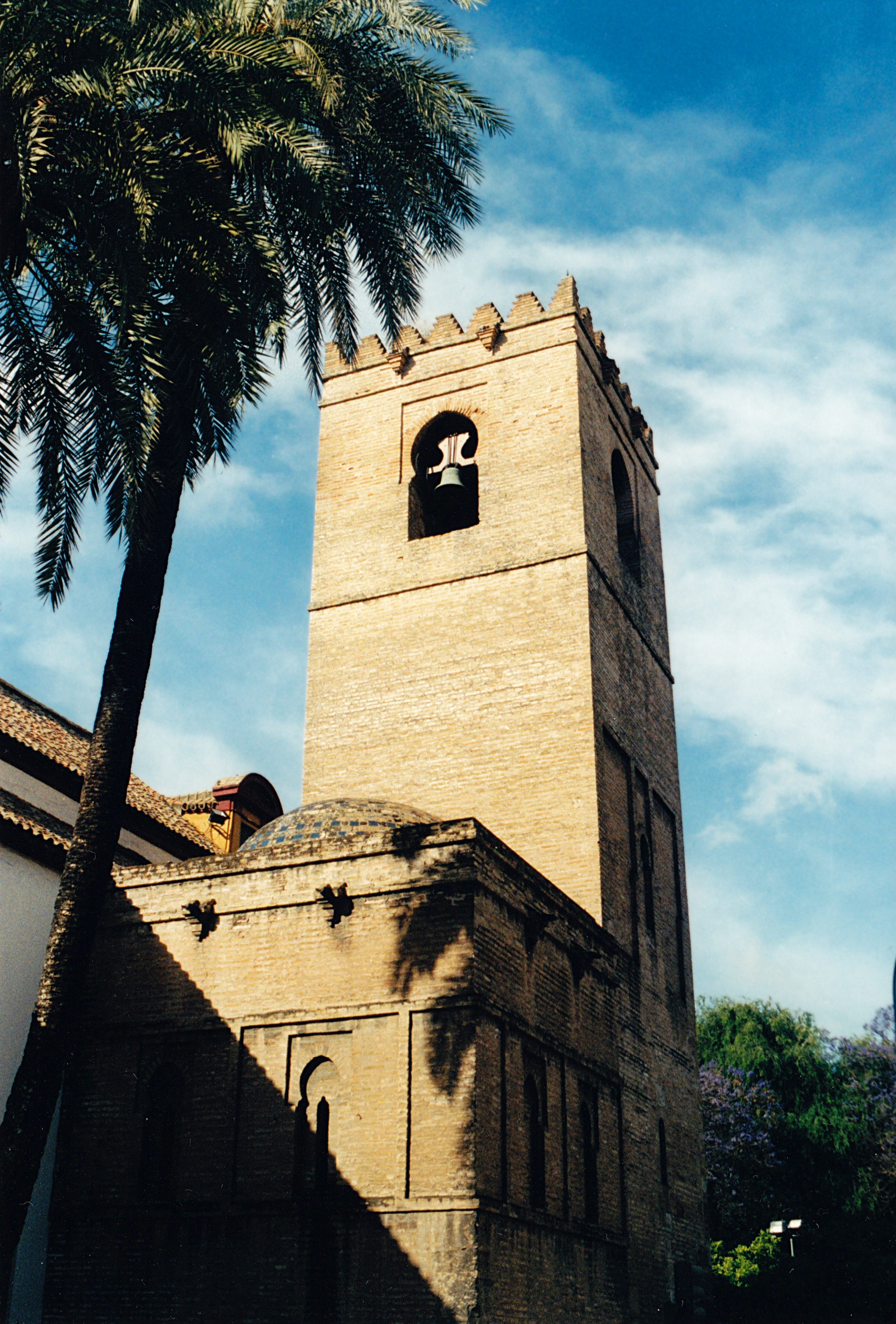
Mosquée Santa Catalina à Séville (arcs outrepassés brisés sous alfiz).

L'architecture almohade a fait de nombreux emprunts aux traditions musulmanes antérieures, d'al-Andalus ou d'ailleurs : 
- emprunts à l'architecture omeyyade : 
  - l'arc outrepassé (voir : Giralda)
  - l'arc polylobé (voir : Giralda, mosquée de Bollulos)
  - l'encadrement rectangulaire de l'arc, appelé alfiz (voir : Giralda, mosquée Santa Catalina, mosquée de Bollulos)

- emprunts à l'architecture des royaumes de taïfa du XIe siècle (représentée principalement par le palais de l'Aljaferia de la taïfa houdide de Saragosse) :
  - l'arc outrepassé brisé (voir : mosquée Santa Catalina, Torre del Oro)
  - le grand arc polylobé brisé (voir : Giralda)
  - l'arc recti-curviligne (voir évolutions propres ci-dessous)
  - les entrelacements d'arcs, ajourés ou aveugles (voir évolutions propres ci-dessous)
  - les coupoles à nervures de stuc

Citons enfin la céramique vernissée, empruntée à l'Orient via le Maghreb.

### Innovations

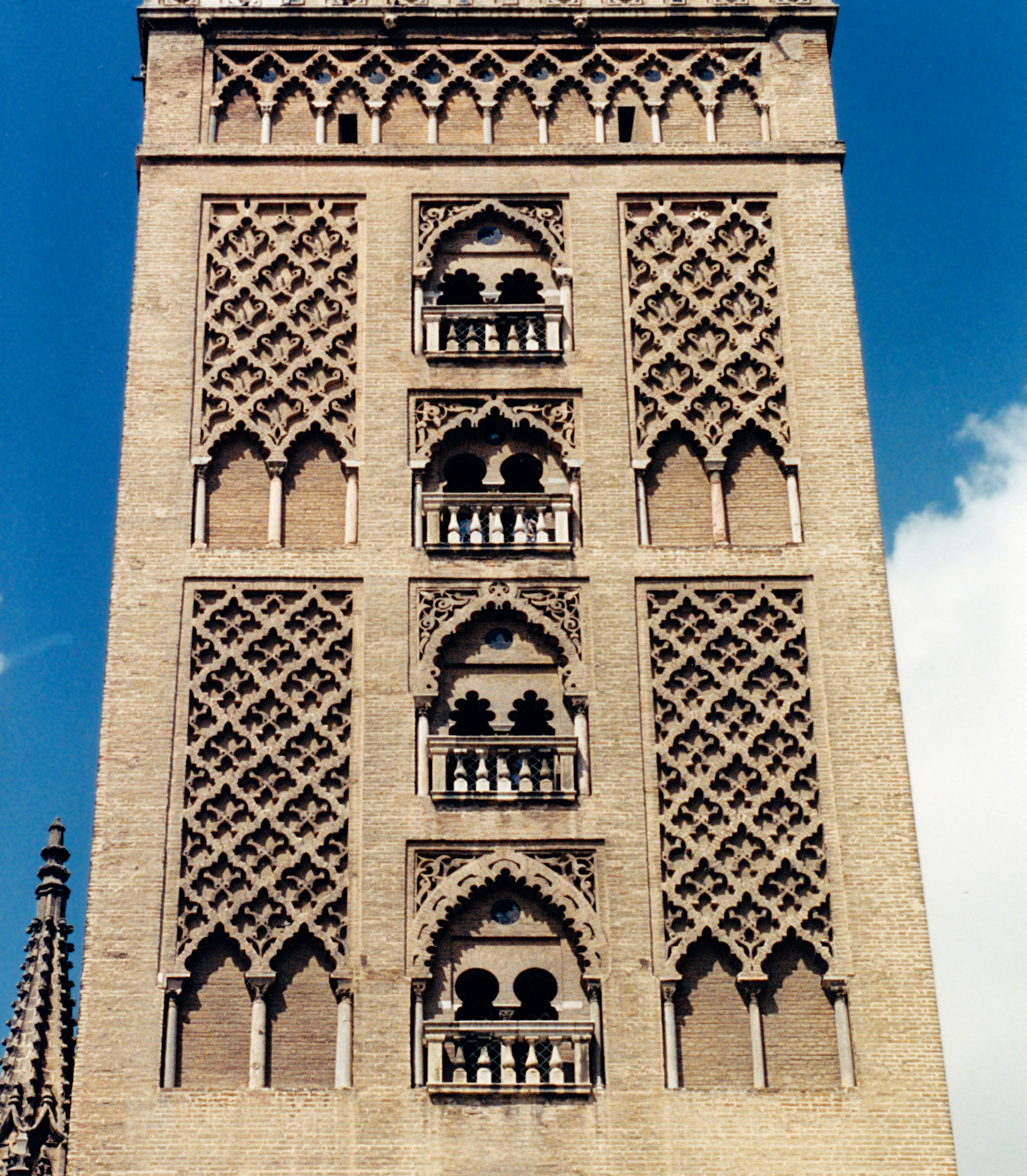
Giralda de Séville : arcs à lambrequins (travée centrale) et sebka (travées latérales).

Deux des emprunts faits à Saragosse connurent cependant chez les Almohades une évolution et un développement tels qu'on peut les considérer comme des innovations almohades.

#### L'arc à lambrequins
D'un côté, l'arc recti-curviligne hérité de Saragosse se développa très fort dans l'architecture almohade et devint "arc à lambrequins" : ce type d'arc recouvre en abondance les étages supérieurs de la Giralda de Séville ainsi que le portique du Patio del Yeso à l'arrière de l'Alcazar de Séville.

#### La sebka
De l'autre, les entrelacements d'arcs (ajourés ou aveugles) inspirés de Saragosse, rendus plus sobres et plus austères par les Almohades, devinrent ce que l'on appelle des sebka, grands réseaux d'arcs recti-curvilignes entrecroisés formant des losanges surmontant les arcs des étages supérieurs de la Giralda et du Patio del Yeso.

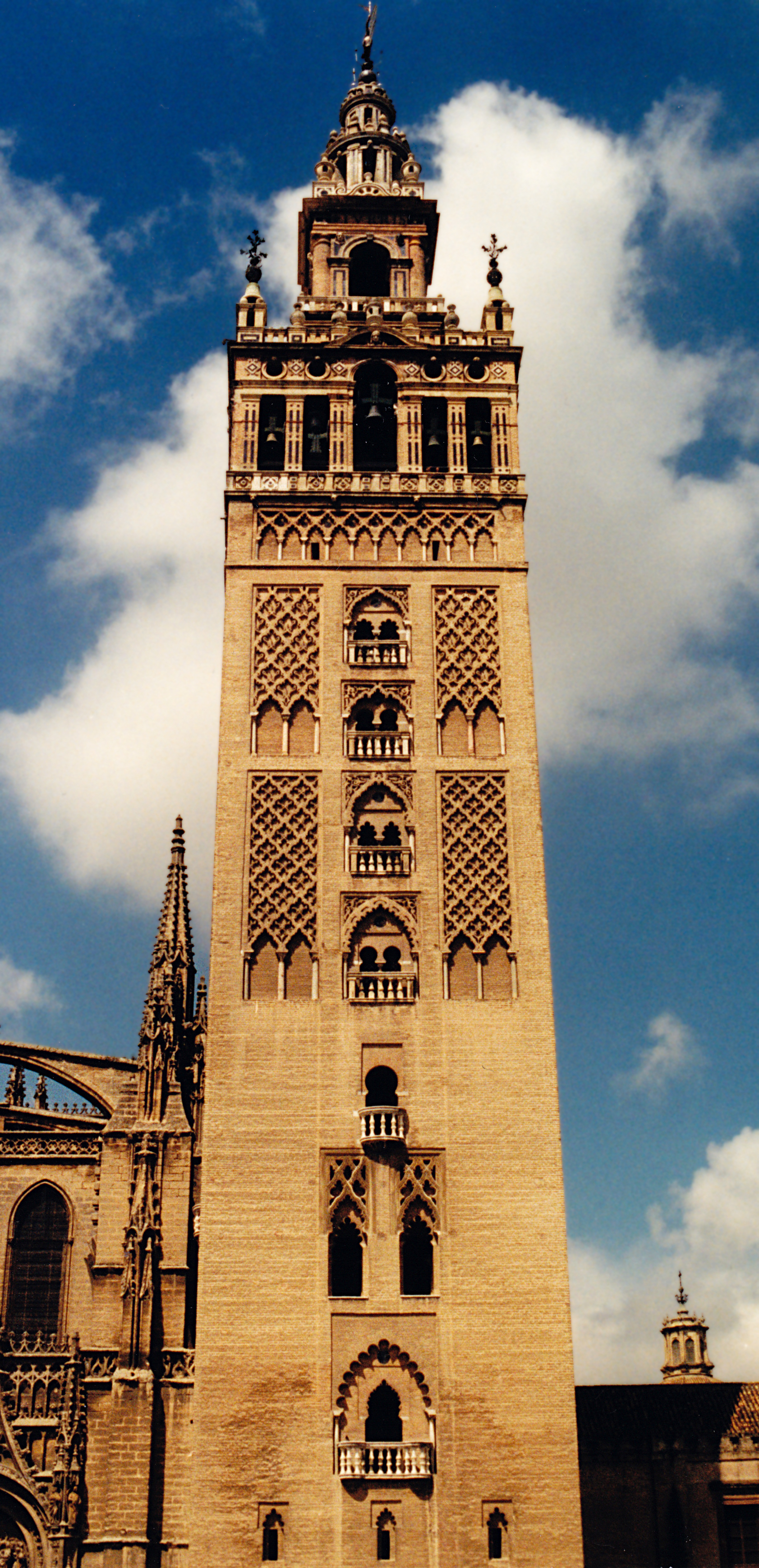
La Giralda de Séville.

## Principaux édifices almohades en Espagne

### Palais
- Séville : portique du Patio del Yeso, jardin almohade situé à l'arrière de l'Alcazar

### Édifices religieux
- Séville :
  - la Giralda : minaret de l'ancienne mosquée almohade de Séville (1198), devenu clocher de la cathédrale
  - mosquée (transformée en église) Santa Catalina (début du XIIIe siècle)

- Bollulos de la Mitación : minaret de la mosquée (transformée en église) Ermita de Cuatrohabitan

### Édifices militaires
- Séville : 
  - remparts
  - Torre del Oro (1220)

- Alcazar de Jerez de la Frontera (fin du XIIe siècle)

- vestiges des remparts de Cordoue :
  - Tour de la Calahorra (deuxième moitié du XIIe siècle)
  - Arc du Portillo (début du XIIIe siècle) (rue San Fernando)
  - Porte de Séville (av. Conde Vallellano)
  - portion de remparts au sud des jardins de l'Alcazar d'Alphonse XI (av. Corregidor)

- Badajoz : Torre de Espantaperros

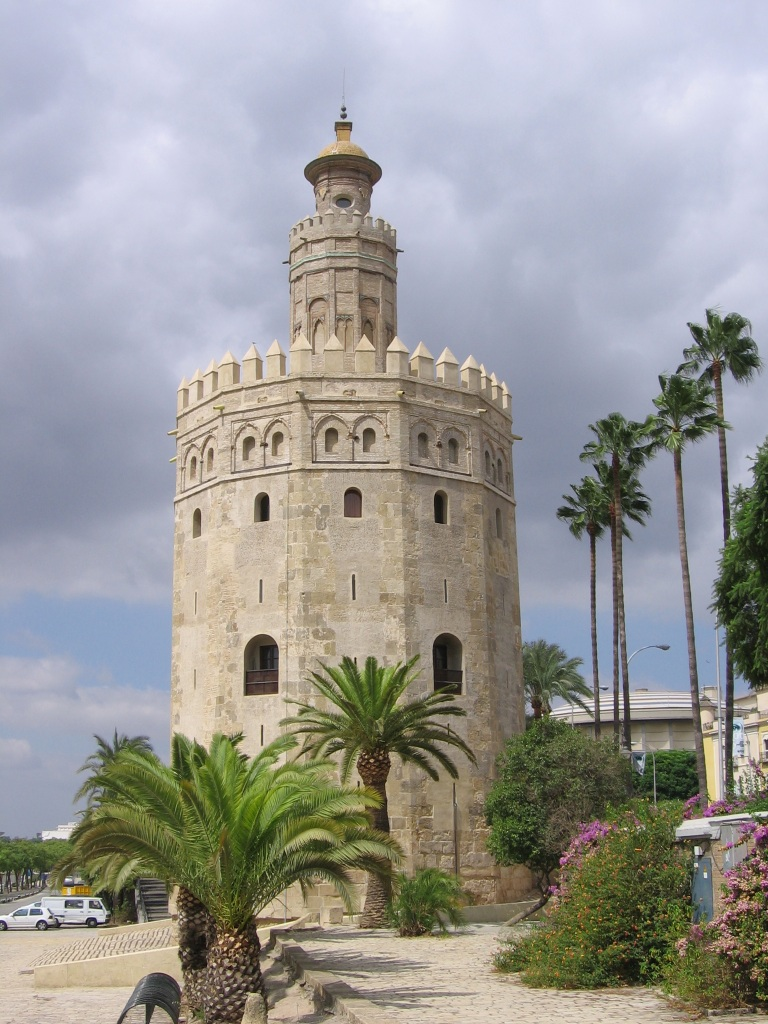
Torre del Oro à Séville.
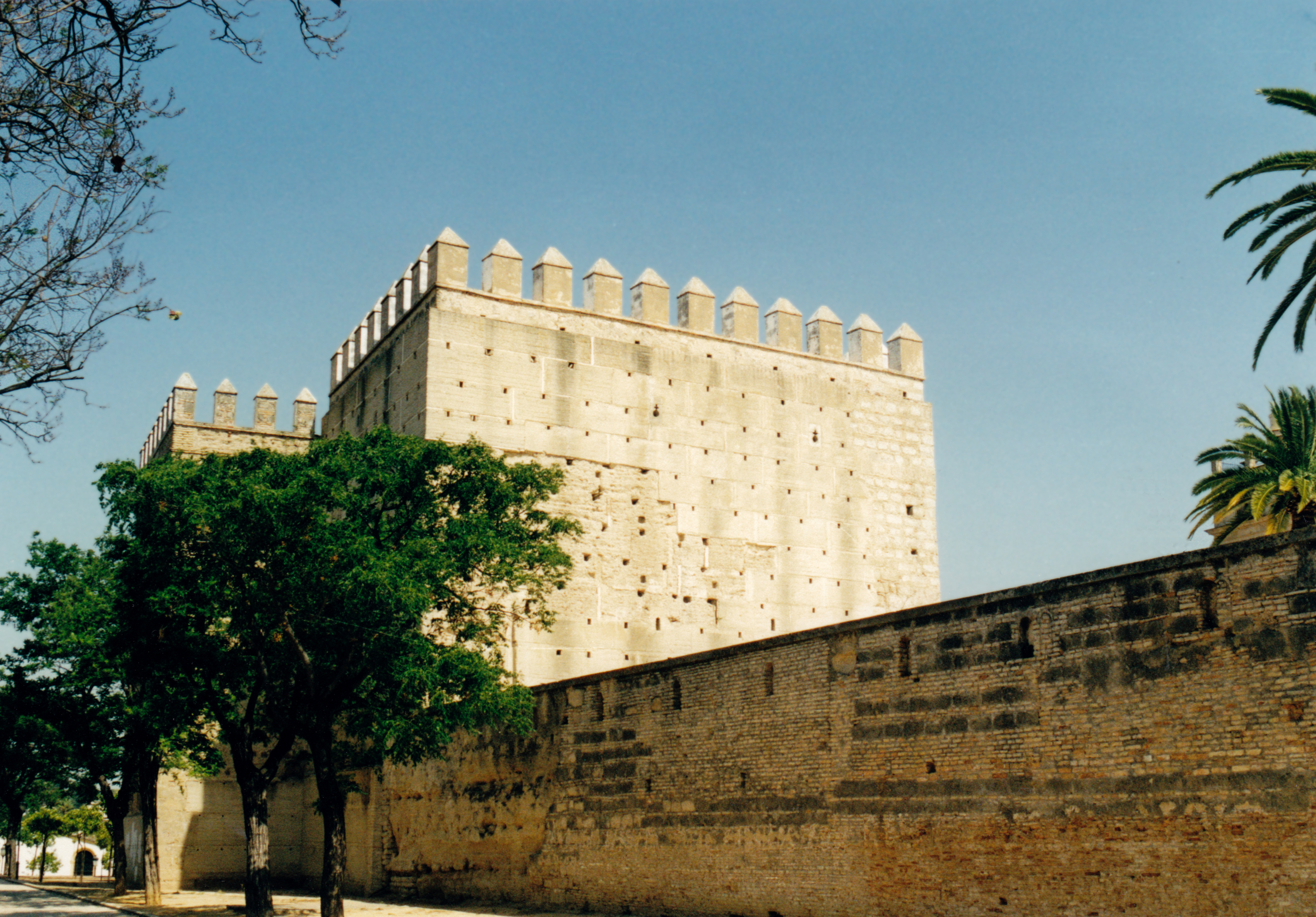
Alcazar de Jerez de la Frontera.
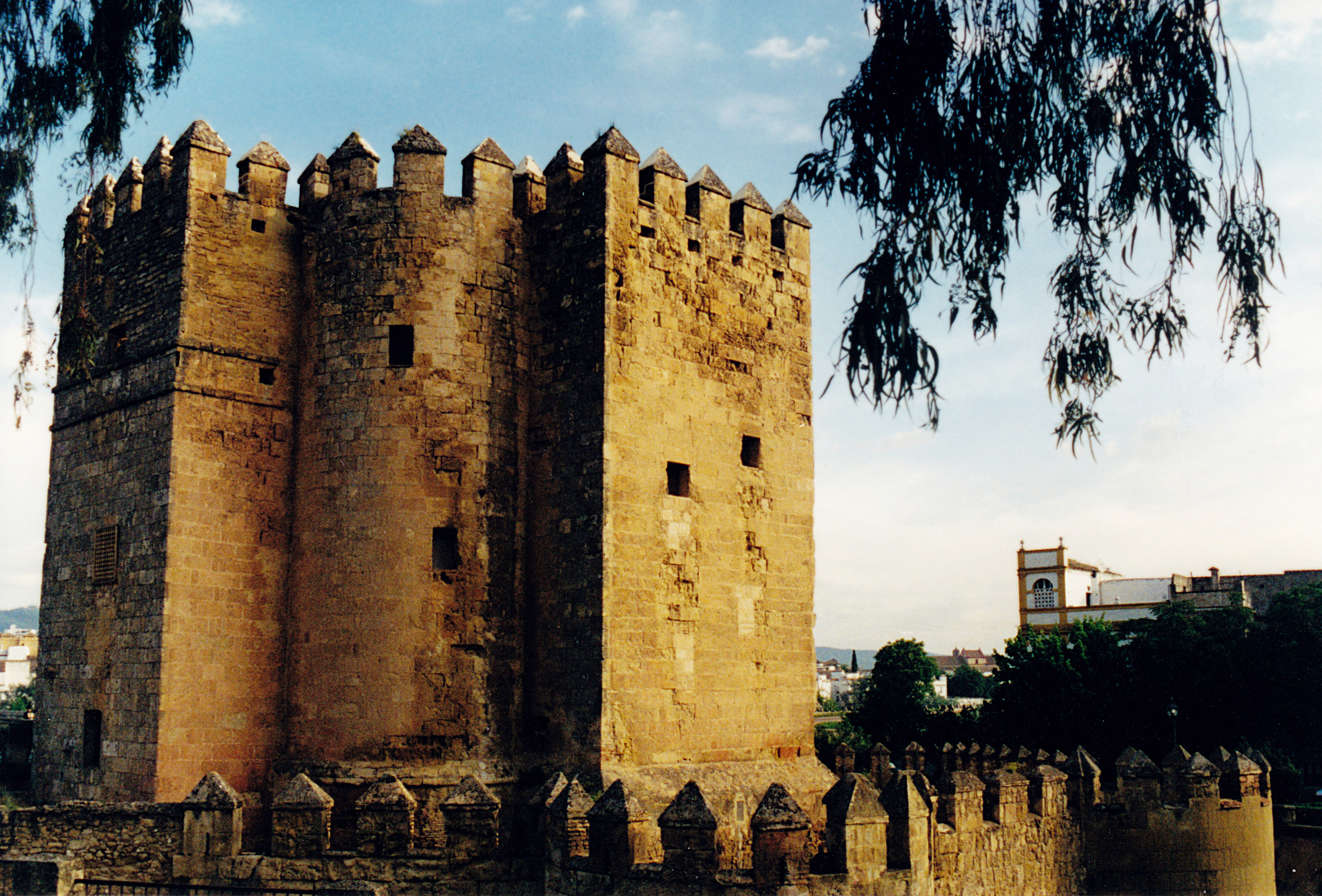
Tour de la Calahorra à Cordoue.

## Influences almohades sur l'architecture mudéjare

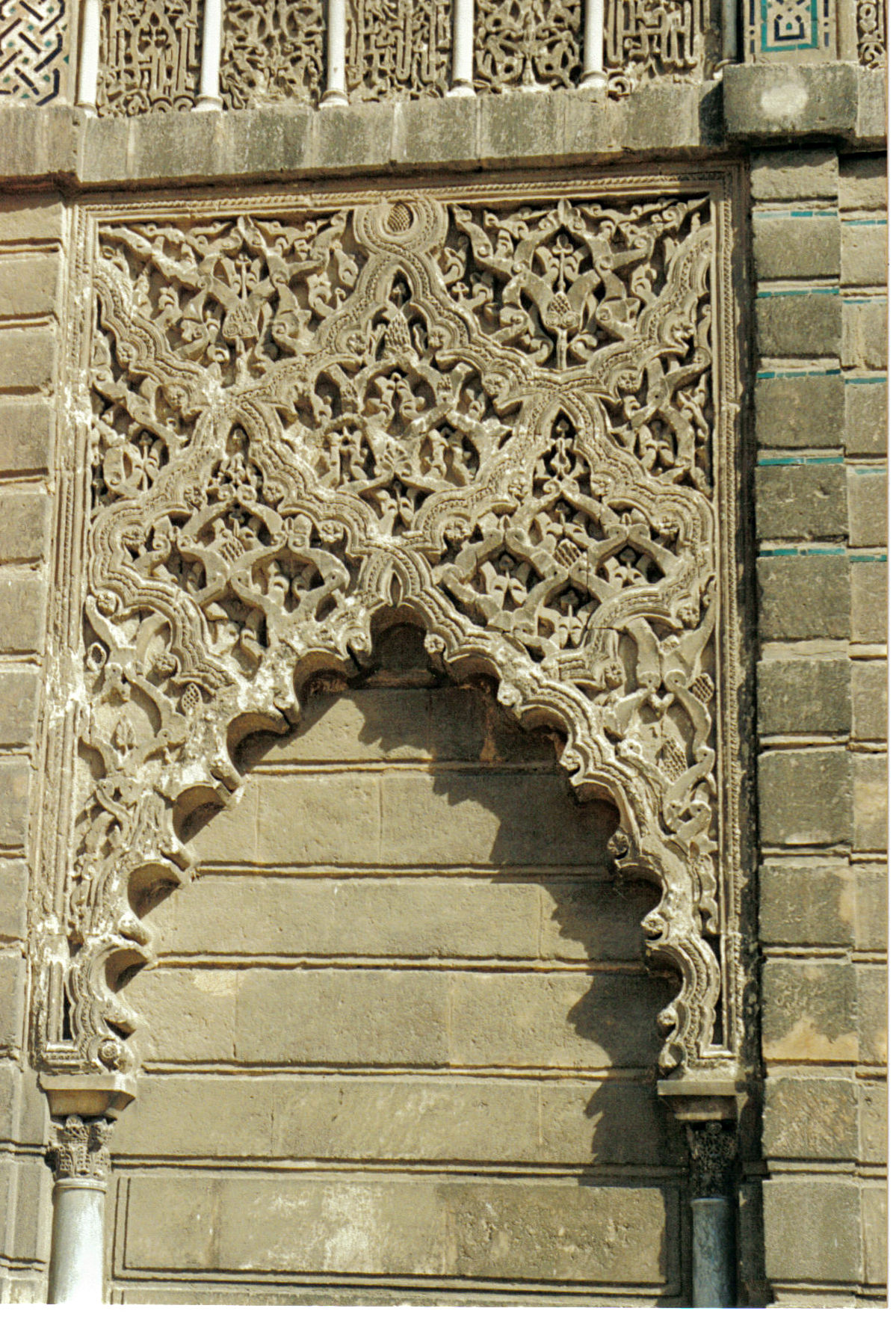
Alcazar de Séville : arc sous sebka d'inspiration almohade.

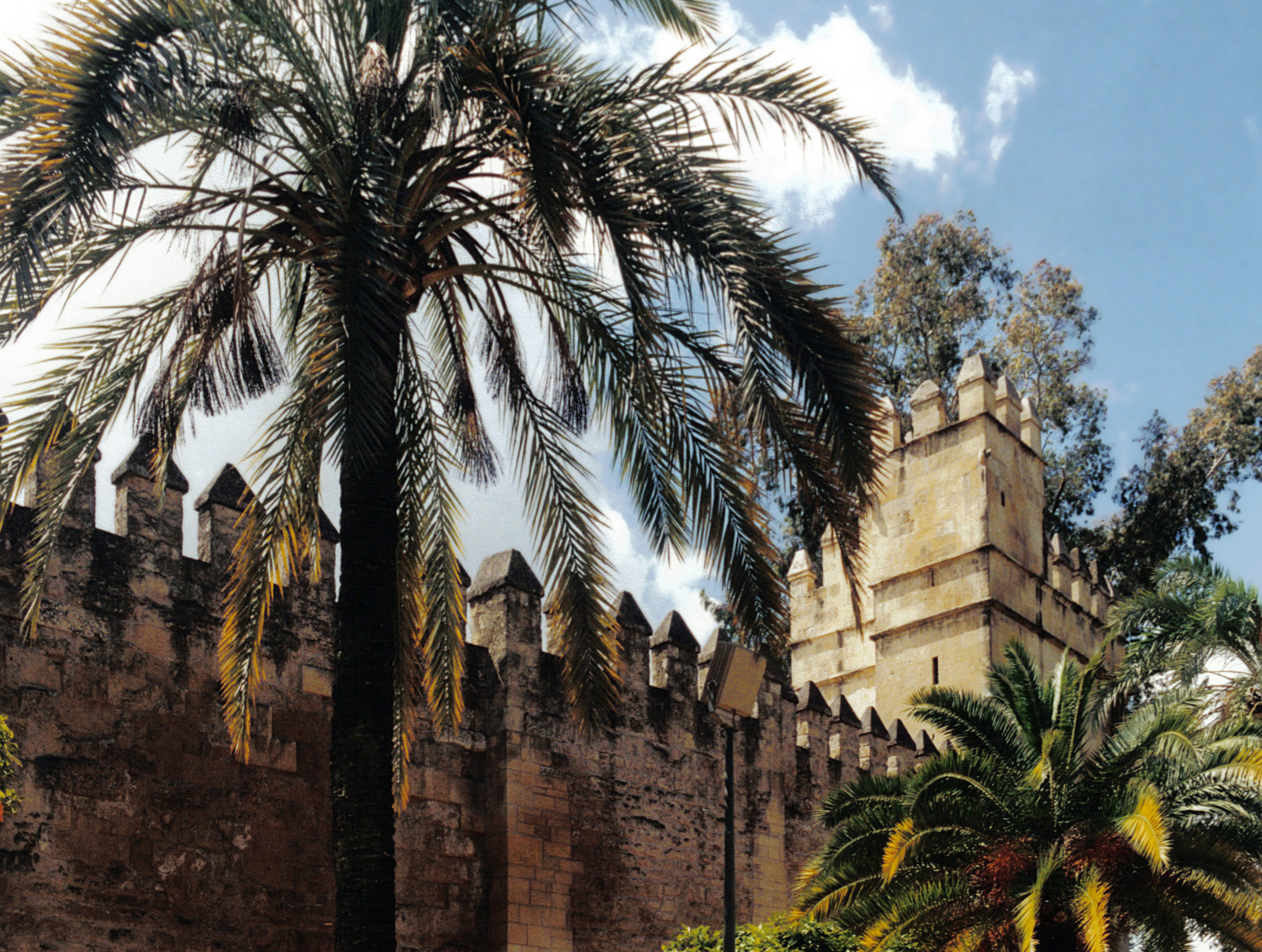
Alcazar mudéjar d'Alphonse XI à Cordoue.

Plusieurs composantes de l'architecture almohade ont été reprises par l'architecture mudéjare :
- l'Alcazar de Cordoue d'Alphonse XI (1328) et l'Alcazar de Pierre Ier (1369) à Séville présentent tous deux des remparts de type almohade, surmontés des merlons caractéristiques.

- la façade du palais de Pierre Ier situé au sein de l'Alcazar de Séville présente une entrée flanquée de deux "arcs à lambrequins" sous sebka de tradition almohade.